# Стрибки з трампліна

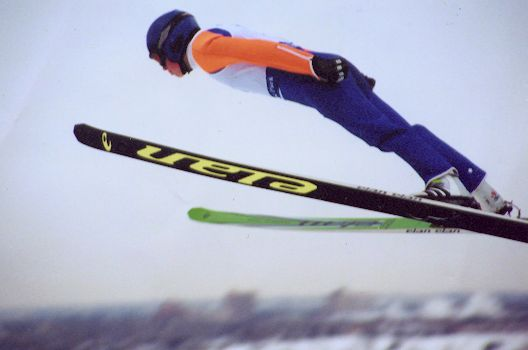

Стри́бки з трамплі́на — зимовий олімпійський вид спорту, стрибки на лижах зі спеціального трампліна на схилі гори. Стрибок оцінюється за дальністю і якістю. Стрибки з трампліна є також однією зі складових частин лижного двоборства.
Традиційно змагання зі стрибків з трампліна проводяться взимку, на вкритому снігом схилі, однак існує також і літній варіант.

## Оцінювання результатів
На схилі в зоні приземлення стрибуна проводиться лінія, яка називається розрахунковою. За стрибок такої довжини спортсмену нараховується 60 очок. За дальній стрибок він отримує додаткові очки. За коротший стрибок — очки віднімаються. Додаткові очки стрибун отримує від суддів, які оцінюють стиль: паралельність лиж, позу стрибуна в фазі польоту, якість приземлення. Стрибок оцінюють п'ять суддів, кожен виставляє оцінку від 0 до 20. За кожну помилку стрибуна з нього вираховуються очки від максимальних 20. З п'яти виставлених оцінок найвища й найнижча відкидається. Таким чином, стрибун може отримати максимум 60 очок за стиль. Ці очки додаються до очок за довжину, і сума дає результат спортсмена в спробі.
Однією зі стильових вимог є приземлення у позицію розніжки яка називається телемарк, це найстабільніша позиція лижніка яка запозичена із техніки катання Телемарк, назва стилю катання пішла від назви регіона Норвегії Телемарк, саме там Сондре Нордхейм почав використувувати цю техніку спуску  — одна нога при приземленні повинна бути попереду іншої.
Починаючи з сезону 2009/2010 на змаганнях із Кубка світу були введені також корекції оцінок залежно від сили та напрямку вітру. Зважаючи на те, що це ще лише експериментальна процедура, на Олімпіаді у Ванкувері вона не застосовувалася.

## Популярність у світі та в Україні
Стрибки з трампліна популярні в Північній, Центральній Європі та в Японії. У Центральній Європі: Німеччині, Австрії, Чехії, Польщі, змагання приваблюють десятки тисяч глядачів.
Україна особливим інтересом до стрибків з трампліна похвалитися не може, що пов'язано, передусім з відсутністю трамплінів міжнародного класу. База підготовки українських стрибунів розташована у Ворохті та Кременці. 

## Стрибки з трампліна на Олімпійських іграх
Стрибки з трампліна входили до програми всіх Зимових Олімпіад, але змагання проводилися тільки серед чоловіків. Перед іграми у Ванкувері спортсменки організували кампанію за включення до програми Олімпіад також і жіночих змагань, звертаючись навіть до суду. Однак їхні зусилля не мали успіху.
На Олімпіадах проводяться індивідуальні змагання зі стрибків з двох трамплінів різної висоти: нормального трампліна і високого трампліна. Нормальний трамплін має розрахункову лінію в районі 90 м, високий — 120 м. Крім індивідуальних змагань проводяться також командні змагання зі стрибків з високого трампліна.